# Ofensiva del Vàrdar
L'Ofensiva del Vàrdar (en búlgar: Офанзива при Вардар) va ser una operació militar de la Primera Guerra Mundial efectuada entre el 15 i el 29 de setembre de 1918. L'operació es va dur a terme durant l'etapa final de la campanya Balcans.
El 15 de setembre, una força combinada de tropes sèrbies, franceses i gregues van atacar les trinxeres búlgares en Dobro Pole, en aquell moment part del Regne de Sèrbia (actualment Macedònia del Nord). L'atac precedent de l'artilleria i l'ofensiva van tenir efectes devastadors sobre la moral búlgara, provocant eventualment desercions en massa.
El 18 de setembre, una segona formació dels Aliats van assaltar les posicions búlgares als voltants del Llac Dòiran. Els búlgars van emprar amb eficàcia el foc de metralladora i d'artilleria, i van aconseguir detenir l'avanç dels Aliats en el sector del Dòiran. No obstant això, el col·lapse del front en Dobro Pole va obligar els búlgars a retirar-se del Dòiran. Els Aliats van perseguir l'11è Exèrcit alemany i el 1r Exèrcit búlgar mentre empenyien més profundament en la regió de Macedònia del Vàrdar. El 29 de setembre, els Aliats van capturar el quarter general d'Uskub, posant així en perill les restes de l'11è Exèrcit.
El desenvolupament paral·lel de l'antimonàrquica Rebel·lió de Radomir va obligar a Bulgària a signar l'armistici de Tessalònica i retirar-se de la guerra. El tractat incloïa la completa capitulació de l'11è Exèrcit, amb el que el recompte final dels presoners alemanys i búlgars va ser de 77.000, i es va entregar als Aliats 500 peces d'artilleria.
La caiguda de Bulgària va tornar l'equilibri estratègic i operacional de la guerra contra les Potències Centrals. El front macedoni va finalitzar al migdia el 30 de setembre, quan l'alto el foc va entrar en vigor.

## Antecedents
L'assassinat de l'hereu presumpte de la corona austrohongaresa, l'arxiduc Francesc Ferran, el 28 de juny de 1914, va precipitar la declaració de guerra d'Àustria-Hongria contra Sèrbia. El conflicte va atreure ràpidament la participació de tots els principals països europeus, enfrontant a les Potències Centrals contra la coalició de l'Entesa, començant així la Primera Guerra Mundial.
Sèrbia va ser derrotada durant la tardor de 1915 en la Campanya de Sèrbia, que va provocar que França i Gran Bretanya transferissin tropes de la Campanya de Gal·lípoli a la Macedònia grega. D'aquesta manera es va establir el front de Macedònia en un esforç per donar suport a les restes de l'exèrcit de Sèrbia per a conquerir Macedònia del Vàrdar.
El 17 d'agost de 1916, els búlgars van envair Grècia en l'ofensiva de Struma, vencent fàcilment en tot el territori grec a l'est del riu Struma, ja que el rei grec proalemany Constantí I va ordenar al seu exèrcit de no oferir resistència. El lliurament del territori que recentment Grècia havia guanyat amb dificultat en la Segona Guerra dels Balcans de 1913 va ser l'última gota per a molts seguidors del polític del partit liberal Elevthérios Venizelos. Amb l'ajuda dels Aliats, es va posar en marxa un cop d'estat que va assegurar Tessalònica i la major part de la Macedònia grega, causant el Cisma Nacional. Al juny de 1917, els «venizelistes» van obtenir el control complet del país, declarant immediatament la guerra a les Potències Centrals i unint-se a l'Exèrcit dels Aliats en Orient que operaven al front dels Balcans. L'entrada grega en la guerra, juntament amb les 24 divisions de reforç que l'exèrcit va rebre a la primavera d'aquell mateix any, va crear un avantatge estratègic per als Aliats.
El 30 de maig de 1918, els Aliats van llançar una ofensiva a la fortificada Skra, començant la batalla de Skra-di-Legen. Utilitzant la cobertura de l'artilleria pesada, una força combinada francesa i grega va fer un esforç ràpid a les trinxeres enemigues, conquerint Skra i el sistema de fortificacions que l'envoltava. Les víctimes gregues van ascendir a 434-440 morts en combat, 154-164 desapareguts, i 1.974-2.220 ferits, França va perdre aproximadament 150 homes entre morts i ferits. Un total de 1.782 soldats de les Potències Centrals es va convertir en presoners de guerra, incloent un petit nombre d'enginyers alemanys i especialistes d'artilleria que van servir en unitats de Bulgària; considerables quantitats d'equip militar també van caure en mans dels Aliats. No es va completar el pla búlgar per a un contraatac contra Skra, ja els soldats búlgars es van negar a participar en l'operació. Tant els grecs com la premsa francesa van aprofitar l'oportunitat per exaltar els esforços de l'exèrcit grec, influint favorablement a la mobilització grega. La caiguda de Skra va portar al primer ministre de Bulgària, Vasil Radoslavov a renunciar el 21 de juny de 1918. Aleksandar Malinov, qui va assumir el càrrec immediatament després, va iniciar negociacions secretes amb la Gran Bretanya, oferint la sortida de Bulgària de la guerra amb la condició que Bulgària mantingués plenament l'est de Macedònia. No obstant això, el primer ministre britànic, David Lloyd George, va rebutjar la proposta, assegurant a l'ambaixador de Grècia a Londres, Ioannis Gennadius, que la Gran Bretanya no actuaria contra els interessos grecs.
A finals de juliol de 1918, el comandant en cap búlgar, Nikola Zhekov, va enviar al Mariscal de Camp alemany Paul von Hindenburg un missatge sobre un rumor d'una ofensiva dels Aliats i detallant la incapacitat de Bulgària de defensar adequadament el front del Vàrdar. Zhekov va demanar que Alemanya reforcés immediatament el Front dels Balcans, donant a entendre que Àustria-Hongria també seria necessària per enfortir les seves posicions en Albània. El 17 d'agost, Hindenburg es va comprometre a proporcionar suport a Bulgària un cop que la situació en els altres fronts ho permetés. La renuncia d'Hindenburg per donar suport Bulgària també es va manifestar en la redistribució a principis de setembre de l'últim batalló Jäger alemany destinat a Macedònia, enviant-lo de nou cap a Alemanya.
Els búlgars, utilitzant la informació dels presoners de guerra búlgars que van poder fugir, van determinar que les forces dels Aliats es dedicarien a les accions hostils a l'oest del llac Ohrid, Monastir, Dobro Pole o a Human. El 27 d'agost, la 2a i 3a divisions búlgares, estacionades en Dobro Pole, van rebre l'ordre de fer els preparatius d'emergència degut als indicis d'un assalt frontal contra Dobro Pole, juntament amb un atac secundari a Human. Pel 7 de setembre, es va reforçar Dobro Pole amb una companyia de metralladores, 6 batallons i deu canons obús pesats. A continuació, el cap del Grup d'Exèrcits de Scholtz, el general Friedrich von Scholtz, van declarar que les mesures defensives realitzades per la defensa del front eren factibles. Scholtz no havia tingut en compte la sortida del comandant en cap búlgar, Nikola Zhekov, i la seva posterior substitució per Georgi Todorov. La insubordinació generalitzada i les desercions van provocar que les tropes búlgares es neguessin a participar en els treballs de fortificació; les racions pobres i la fatiga van contribuir a baixar la moral.

Un dia abans de l'ofensiva dels Aliats, el general francès Louis Franchet d'Espèrey va exposar el pla final per a l'operació. La primera fase va consistir en un atac combinat francès-serbi sobre les posicions de la 2a i 3a Divisió búlgara, que s'esperava que trencaria la primera línia del front en l'àrea de Dobro Pole, alhora que presentaria un perill per a les línies de subministrament búlgares al riu Vàrdar. El Dobro Pole (1.875) era un pic que dominava la regió, proporcionant excel·lents punts d'observació per als defensors. Dobro Pole estava envoltat per un sistema ben desenvolupat de trinxeres que, en combinació amb el terreny molt abrupte, convertien el lloc en intransitable per al transport sobre rodes. Però Dobro Polo era més baix i menys pronunciat que les muntanyes en altres parts del front, amb una mitjana de 2.000 metres. Alhora, una segona força combinada anglesa-francesa-grega atacaria al 1r Exèrcit búlgar entre el riu Vàrdar i el llac Dòiran, per a evitar que es formessin noves posicions defensives a la zona. L'avanç inicial permetria a l'Armée d'Orient per avançar amb els suport d'altres unitats cap a Prílep, Disma i Borran. Mentrestant, una força anglo-grega colpejaria el mont Belasica, ocupant el pas de Rupel. El sector Doiran ja havia estat sotmès prèviament a dos grans ofensives dels Aliats, conegudes com la Primera batalla del Dòiran (agost de 1916) i la Segona batalla del Dòiran (abril i maig de 1917). Aquestes dues ofensives van acabar en victòries decisives de Bulgària, obligant als Aliats a limitar les seves operacions a les petites incursions i assetjaments.
Entre 1916 i juliol de 1918, les defenses búlgares al voltant del llac Dòiran es van sotmetre a un període de considerable reorganització, sota la supervisió personal del general Vladimir Vazov. El sector es va dividir en dues zones de defensa de 15 km, protegits per la Divisió de Muntanya búlgara i la 9a Divisió d'Infanteria, respectivament. Bulgària va establir posicions d'avançada a una distància de 2 km de les trinxeres enemigues, alhora que va reforça les defenses de les muntanyes dominants Dub i Kala Gleva. Igual que en Dobro Pole, les defenses consistien en una sèrie de trinxeres que es donaven suport mútuament, amb construccions en els llocs d'observació, posicions de metralladores i peces d'artilleria.
D'Espèrey havia planejat que l'Exèrcit dels Aliats en Orient ocupessin les localitats de Demir Hisar, Rupel, Petrici, Blagusa, Gradec, Xtip i Belessa, apoderant finalment de Skopje. Les unitats estacionades en Katsania i Tètovo impedirien un atac envoltant de Bulgària, mentre que el cos principal de la força eixamplaria la bretxa en Xtip i Prílep. En cas d'una caiguda del front entre Dobro Pole i Tzena, el 1r Exèrcit búlgar i l'11è Exèrcit alemany  o bé serien aniquilats o, en circumstàncies menys favorables, es retirarien de forma organitzada per a crear una nova línia defensiva al riu Crna. Per a evitar aquesta retirada es faria un atac ràpid penetrant en Gradsko i Visoka.

### L'esgotament de Bulgària
Insatisfets amb els seus aliats des de la conclusió de la Pau de Bucarest entre la derrotada Romania i les Potències Centrals, Bulgària estava esgotada després de tres anys de conflicte. Mentre que la moral de l'exèrcit búlgar estava en el punt més baix, els soldats, majoritàriament camperols, estaven mal alimentats, mal equipats i no podien suportar la guerra de posicions.
Quan el front es va trencar a meitat de setembre de 1918, els soldats simplement no tenien la voluntat de resistir l'ofensiva de les tropes dels Aliats.

## L'ofensiva

### Estudi estratègic del terreny
L'anàlisi del terreny d'aquesta regió de Macedònia mostra que té dues parts clarament separades per la serralada Belasica.
A l'oest, el terreny és muntanyós i ofereix dos passos estrets per penetrar a la vall del Vàrdar i el bucle del Crna separats pel mont Moglena. Aquestes àrees estaven fortament defensades per fortificacions búlgares. No obstant això, les connexions creuades eren poc freqüents i impedien el pas de tropes d'una zona a l'altra, cosa que si podien fer el Aliats al llarg de la frontera grega.
Al llarg de la vall de Vàrdar hi ha nodes, com Gradsko i Uskub, que el seu control podia tallar les comunicacions entre els forces alemanyes i búlgares de l'oest (al voltant d'Ohrid) amb les forces de l'est (al voltant de Guevguèlia). Remuntar directament per la vall del Vàrdar i el riu Crna era perillós. Les defenses estan molt desenvolupades i els passos com les gorges de Demir Kapiya eren difícils de superar.
Després de la batalla de Dobro Pole, Franchey D'Espèrey va continuar la seva ofensiva, tractant d'assolir els nodes de comunicació al llarg de la vall del Vàrdar sense passar per les defenses de la vall a través de la muntanya. En fer-ho, va tallar l'exèrcit combinat alemany-búlgar en dos, per una banda l'11è Exèrcit alemany, i per l'altre del 1r Exèrcit búlgar.

### La batalla de Dobro Pole
A les 8.00h del 14 de setembre de 1918, les forces dels Aliats van iniciar un bombardeig d'artilleria amb 566 canons contra les posicions enemigues. El seu avió també va bombardejar les posicions enemigues i va bombardejar una columna de 250 camions que es desplaçaven cap a Kozjak. El mateix dia, Scholtz va enviar un telegrama a Hindenburg indicant que:
| « | ... totes les indicacions assenyalen que una ofensiva enemiga se centrarà en l'11è Exèrcit a banda i banda del Vàrdar, així com en Dobro Pole.... | » |

L'alt comandament búlgar no va tractar de realitzar un contraatac per evitar tenir pèrdues, ja que no tenien els vehicles i animals de càrrega necessaris. El bombardeig no va causar un nombre significatiu de víctimes, però va afectar severament la moral búlgara. A la nit entre el 14 i el 15 de setembre, les patrulles franceses i sèrbies van informar que el foc d'artilleria havia produït danys suficient als filferros d'arç que separaven les trinxeres.
A les 5.30h del 15 de setembre, la 122a Divisió i la 17a Divisió Colonial franceses van atacar Sokol, Dobro Pole, Kravitski Kamene i Kravitsa, mentre que la Divisió Shumadia sèrbia va atacar Kamene i Veternik. Les divisions gregues 3a, 4a i Arxipèlag, sota el comandament de Panagiotis Gargalidis, van actuar com a enllaç entre les tropes sèrbies i franceses, sense entrar en combat. L'ofensiva va causar immediatament una onada de desercions en massa entre les unitats búlgares; els esquadrons de soldats d'infanteria i d'artilleria restants no van ser capaços de mantenir les seves posicions. Durant el transcurs de la batalla, la 122a Divisió va trencar la línia del front entre dues columnes i va patir fortes baixes. La columna de l'esquerra va aconseguir arribar a una posició situada a 50 metres de Sokol a les 6.30h del matí i prendre el pic al final del dia. A les 16.00h, la columna de la dreta va capturar Dobro Pole després d'avançar uns 200 metres del segment de terreny escarpat. La 17a Divisió va capturar Kravitsa a les 7.00h, suprimint els últims signes de resistència. Dos regiments de francesos i grecs van intentar assaltar Zborsko, però van ser empesos cap enrere en el contraatac que va seguir; havien poderosos focus de resistència entre Sousnitsa i Bigrut que van facilitar la seva defensa. A continuació, les unitats gregues es van centrar en Sousnitsa, que amb la seva caiguda crearia una obertura a la part del darrere dels búlgars i posaria a la fuga les seves unitats. Usant atacs dispersos de distracció com a coberta, els soldats de la Divisió Shumadia es va fer càrrec de Veternik, Kamene i la part occidental de la serra propera amb considerable dificultat. Els elements de la mateixa unitat van flanquejar amb èxit Kravitski Kamene, mentre que la 17a Divisió va participar en un assalt frontal. A les 16.00h, l'empenta del 1r Exèrcit serbi en Sokol no va produir els resultats esperats. Es va fer un atac més tard i en aquella nit es va assegurar el pic. Després es va ordenar a les dues divisions franceses de romandre en la seva posició mentre que les divisions sèrbies Timok i Iugoslàvia es van moure cap endavant. Per al final del dia, Bulgària va perdre aproximadament el 40%-50% dels 12.000 soldats que van participar en la batalla, incloent 3.000 presoners de guerra, 2.689 morts i 50 de les 158 peces d'artilleria inicials. Les baixes dels Aliats van ascendir a 1.700 francesos i 200 serbis morts en combat.

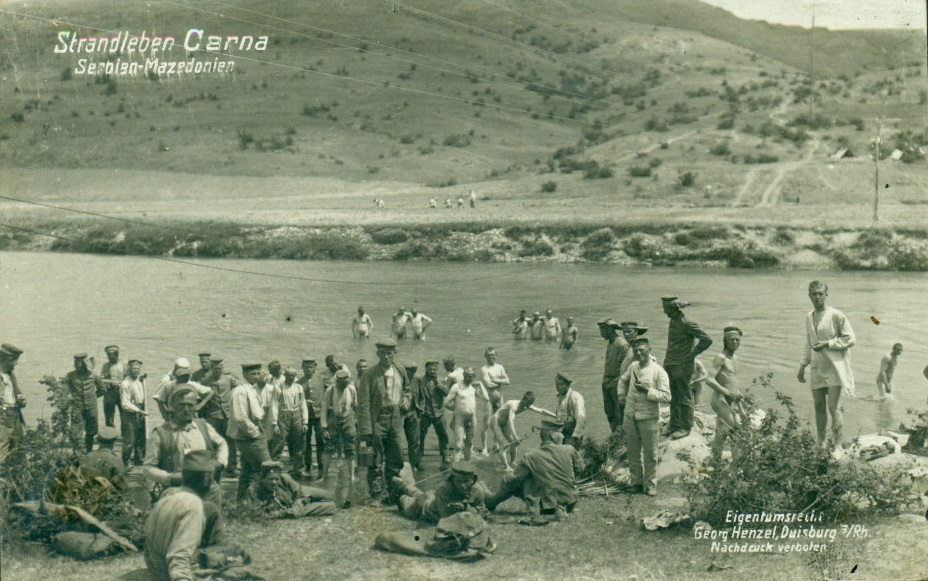
Soldats alemanys banyant-se al riu Crna, 1918

Durant el matí del 16 de setembre, els serbis van envair la serralada de Kozjak i el pic Golo Bilo. Es va unir a ells el 35è Regiment grec, que va travessar el riu Poroi i després va marxar sobre Topolets. A les 11.00h, unitats franceses i gregues van irrompre Zborsko per segona vegada i es van trobar amb artilleria pesada i foc de metralladora. L'atac va ser rebutjat amb la pèrdua de 158 grecs i els francesos van perdre més o menys el mateix nombre de soldats durant els intents de prendre la zona. El 1r Exèrcit serbi, comandat per Živojin Mišić, i l'Armée d'Orient van realitzar un atac nocturn a la zona fortificada de Gradešnica, suprimint als defensors. La 1a Divisió es va moure cap a una posició al riu Poroi, al nord de Brahovo per trobar-se amb la Divisió Timok. A la nit del 16 de setembre, la bretxa que es va formar en la primera línia s'havia estès 25 km d'ample i 7 km de profunditat. El comandament dels Aliat va ordenar al seu departament aeri de seguir atacant tots els ponts sobre el riu Vàrdar.
A les 4.00h del 17 de setembre, components grecs de la 1a Divisió es van dirigir cap al mont Preslap, on havia una posició d'artilleria búlgara clau. Els grecs van descendir ràpidament el Golo Bilo i després va començar a escalar els penya-segats de Preslap amb les seves mans nues. La guarnició de Preslap va procedir a abandonar les seves posicions i retirar-se cap a l'est. Després d'haver perdut la seva cobertura d'artilleria, les forces en Zborsko van seguir als seus companys en la retirada. La Divisió Timok va conquerir Topolets i va avançar cap a Studena Voda i Preslap, mentre que la Divisió Morava i la Divisió Iugoslàvia van envair Koutskov Kamene. Alhora, les divisions Drina i Danubi van ocupar Gradešnica, juntament amb els pics Poltsista i Besistsa, i a continuació es va aturar a Melinitsa.
El 18 de setembre, la 11a Divisió Colonial francesa i el 6è Regiment grec va ocupar les poblacions de Zovik, Staravina i Cebren, apropant-se cap al pont del monestir de Cebren del riu Crna. Un atac aeri dels Aliats va destruir altres pont al nord de Razim Bey. Les forces búlgares no van poder aturar l'ofensiva dels Aliats i van abandonar grans quantitats ferits i material militar. Per al final del dia, les tropes dels Aliats havien avançat 15 km a l'interior del territori enemic, i al mateix temps van aprofitar els llocs d'importància estratègica que després els permitirien continuar empenyent més profundament cap a Macedònia del Vàrdar.

### La batalla del Dòiran
El 16 de setembre, els Aliats van iniciar una descàrrega d'artilleria amb 232 canons i 24 canons obús sobre les posicions búlgares entre el riu Vàrdar i el llac Dòiran. Els búlgars van respondre amb la mateixa intensitat i el duel d'artilleria va continuar durant els dos dies següents. En la nit del 17 al 18 de setembre, les posicions búlgares van ser el blanc de salves amb projectils de gas, però l'atac no va produir cap efecte considerable a causa de l'arribada de noves caretes antigàs i la formació adequada dels defensors.
A les 5.00h del 18 de setembre, el 12è Cos britànic va executar un moviment de pinça en la 9a Divisió búlgara, mentre que la Divisió Serres grega i la 83a Brigada britànica van atacar les trinxeres búlgares a l'oest, obtenint nombrosos presoners. La Divisió Creta i la 28a Divisió britànica van avançar en direcció nord-est entre el llac i Belasica, després d'esborrar la línia d'avançada búlgara. La 26a Divisió britànica va prendre una sèrie de llocs d'avançada búlgars, però va ser rebutjada ràpidament pel foc d'artilleria pesada i uns contraatacs búlgars van recuperar el terreny perdut. No va ser fins a les 7.20h del matí quan la Divisió Serres va obtenir guanys limitats, però els seus flancs van patir nombroses baixes i va perdre impuls. Mentrestant, la 22a Divisió britànica va superar dues línies de trinxeres centrals. El foc concentrat d'artilleria i de metralladores de la 3a Brigada búlgara van empènyer als Aliats cap enrere, i cap al final del dia totes de les forces dels Aliats estaven de tornada al punt de partida; la 67a Brigada britànica va perdre el 65% dels seus soldats.
L'ofensiva es va reprendre a les 4.00h del 19 de setembre, després d'una nit d'intensos bombardejos. En l'operació van participar la 65a i 77a Brigades britàniques, el 2n Regiment Zuau francès, juntament amb les divisions 14a i Serres gregues. Després de cinc hores d'intensa lluita, els Aliats va aconseguir ocupar la ciutat del Dòiran, la muntanya Kala Tepe i el mont Teton Hill, quedant la cresta Pit i el mont Dub en mans dels búlgars.
L'alt comandament dels Aliats es va trobar que, entre les conseqüències de la batalla, eren incapaços de fer qualsevol operació ofensiva addicional en el sector Doiran, ja que ja no posseïa una adequada reserva de tropes. Bulgària va perdre un total de 518 morts, 998 ferits i 1.210 presoners de guerra. Les víctimes gregues van ascendir a 503 morts, 2.286 ferits i 615 desapareguts, i els britànics van patir 3.871 entre morts i ferits.

### Operacions posteriors
El 20 de setembre, la 17a i la 122a Divisió Colonial francesa, juntament amb el 1r Exèrcit Serbi van travessar el riu Crna. La notícia d'un gran avanç en Dobro Pole va portar als defensors del Dòiran a abandonar les seves posicions i córrer a la defensa de la seva terra natal, per a prevenir una futura ocupació pels aliats.

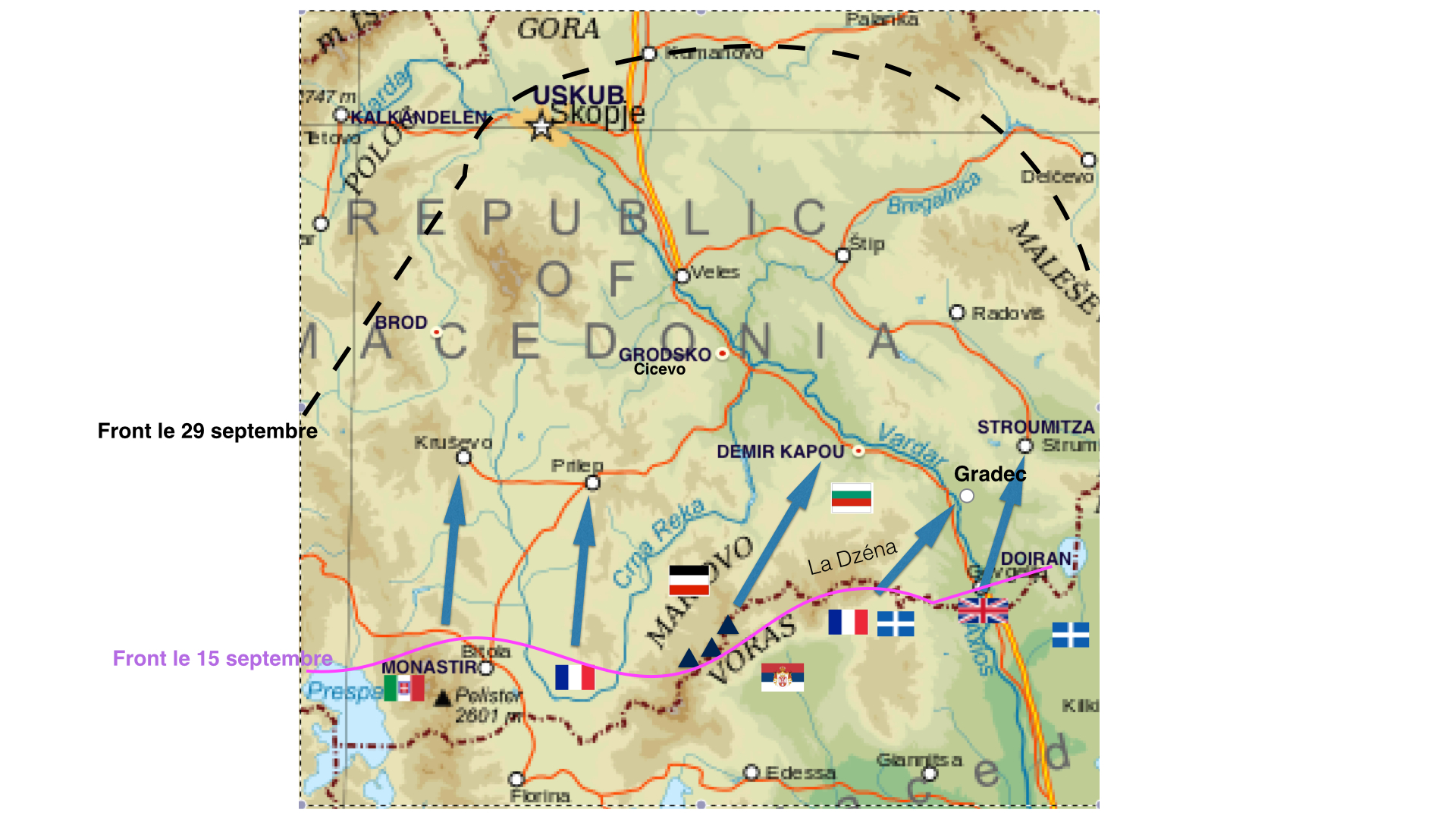
Avanç de les forces dels Aliats
durant l'ofensiva del Vàrdar, 1918

El 21 de setembre, els Aliats es van adonar de la retirada les búlgars després d'observar una sèrie d'incendis i explosions de municions en les posicions búlgares, i el 12è Cos britànic es va posar en marxa immediatament per iniciar una persecució. L'avantguarda sèrbia es va acostar a Krivolak, creant així una bretxa entre el 1r Exèrcit búlgar i l'11è Exèrcit alemany, en un esforç per obligar a aquest a retirar-se cap a Albània. El 2n Exèrcit búlgar es va dirigir cap al pas de Kosturino, evitant així un enfrontament directe amb els Aliats.
A les 17.30h del 22 de setembre, la 35a Divisió italiana, sota el comandament del general Ernesto Mombelli, es va unir a l'ofensiva i va ocupar el turó 1050, bastió de la 302a Divisió alemanya i capturant 150 presoners. El combat va tenir lloc en Kanatlarci i al llarg de la carretera de Monastir-Prílep, en Cepik, Kalabak i Topolčani, i els Aliats van seguir avançant cap a Prílep.
A les 14.00h del 23 de setembre, el general Louis Franchet d'Espèrey va anunciar que el pla inicial de l'operació s'havia de modificar. Els italians van rebre l'ordre de concentrar-se en Kičevo amb l'objectiu de prevenir que les forces enemigues estacionades en Monastir arribessin al nus ferroviari d'Uskub; en canvi, la 11a Divisió Colonial francesa s'encarregaria d'assegurar Prílep. Mitja hora més tard, els francesos van entrar a Prílep; a l'est, les columnes franceses i sèrbies van marxar cap a Xtip, Veles, Brod i a través de la serralada de Peristeri.

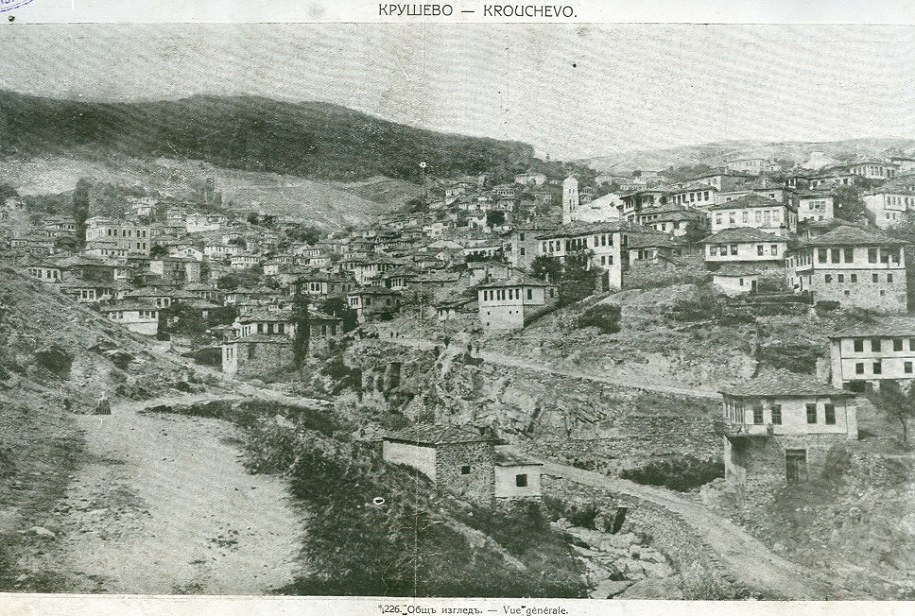
Fotografia antiga de Kruševo

El 24 de setembre, la infanteria búlgara, amb el suport d'artilleria, va detenir l'avanç de la cavalleria italiana entre Kruševo i el pont de Buchin. A les 17.00 pm, un assalt de forces italianes i sèrbies va donar lloc a la caiguda de Stepanci.
El 25 de setembre, la Brigada Sicilia va capturar Kruševo i els pics dels voltants després d'haver estat reforçada per l'11a Divisió Colonial francesa. L'alt comandament de les Potències centrals va establir Uskub com el punt de reunió per a les seves forces en Macedònia del Vàrdar, amb la intenció de reforçar-les més endavant amb unitats procedents d'Alemanya i Àustria-Hongria. La 30a i la 156a Divisió francesa van ocupar Prevaletz i Drvenik, respectivament. Durant el mateix dia, un grup de desertors búlgars que havien fugit prèviament de Dobro Polo van arribar a Kiustendil, saquejant la ciutat i posant a la fuga a l'alt comandament búlgar. Posteriorment, la massa d'amotinats búlgars en retirada es van concentrar a l'estació de ferrocarril de Radomir, a 50 km de la ciutat capital de Sofia.
A la tarda del 26 de setembre, la cavalleria italiana va lluitar en Goloznica; després d'entrar en Drenovo van rebre la informació d'una retirada búlgara de Veles.
El 27 de setembre, els líders de la Unió Nacional Agrària Búlgara van prendre el control d'aquestes tropes i van proclamar l'establiment de la República de Bulgària. L'endemà, al voltant de 4.000-5.000 tropes rebels van amenaçar Sofia en el va arribar a ser conegut com la Rebel·lió de Radomir. Després d'haver pres Xtip, el 2n Exèrcit de Sèrbia va entrar a Veles, Kochana i Grlena. Uskub estava protegida per una guarnició de sis batallons i mig, quatre trens blindats i quatre bateries d'artilleria situats entre una cadena muntanyosa al sud de la ciutat i una posició al nord del llac de Kaplan. Durant la nit del 27 al 28 de setembre, el 1r i el 4t Regiment Colonial francès es van obrir pas a través Drachevo i Pagaruza, avançant amb èxit entre els sentinelles ubicats en la bretxa de 20 km entre les dues formacions búlgares que protegien Uskub.
A les 4.00h del 29 de setembre, el general francés Jouinot-Gambetta va exposar el pla per a l'etapa final de l'ofensiva, l'atac a Uskub. L'assalt es va iniciar una hora més tard; els spahí francesos van aprofitar la boira espessa per avançar en la muntanya Vodna, però, es van veure obligats a reagrupar-se després d'enfrontar contra una forta resistència. Un moviment de pinça del 1r Regiment Colonial francés va crear un cap de pont al riu Vàrdar, mentre que el 4t Regiment Colonial va prendre el poble Lisici. A les 9.00h. els espahí van arribar a Vodna, i després es van desplaçar cap a la carretera de Kalkandelen. El 1r Regiment Colonial es va unir als spahí, obrint foc de metralladora contra el 61è Cos Alemany en retirada, causant-li nombroses baixes. A les 11.00h, els francesos van entrar a Uskub, capturant a 220 soldats búlgars i 139 alemanys, 5 canons i grans quantitats de municions.

## Conseqüències

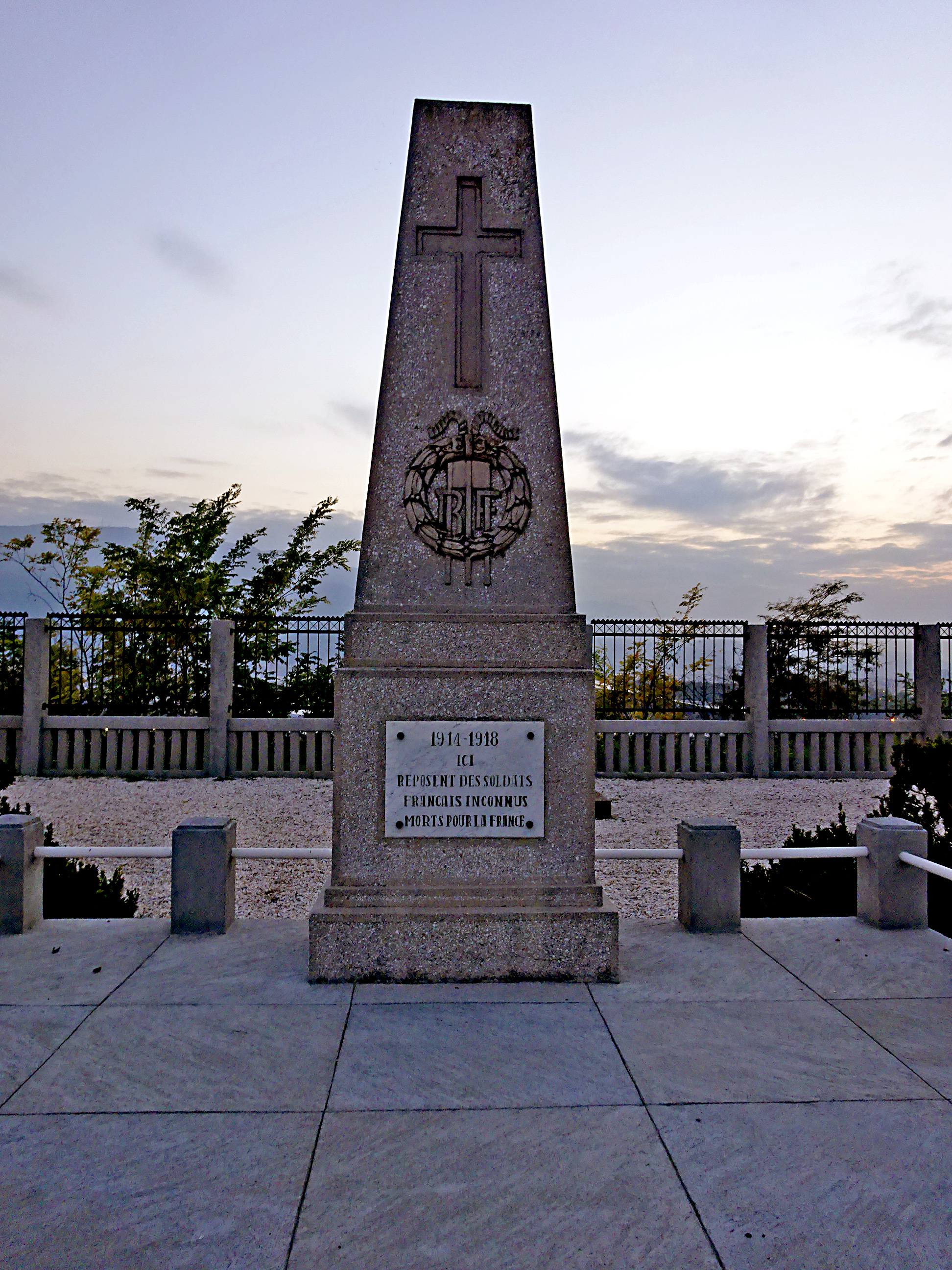
Cementiri militar francès en Skopje

En aquestes circumstàncies caòtiques, una delegació búlgara va arribar a Tessalònica per demanar un armistici. El 29 de setembre, el general d'Espèrey va concedir als búlgars l'Armistici de Tessalònica. La caiguda de Bulgària va tornar l'equilibri estratègic i operacional de la guerra contra les Potències Centrals. El front macedoni va finalitzar al migdia del 30 de setembre, quan l'alto el foc va entrar en vigor. El tractat incloïa la completa capitulació de l'11è Exèrcit alemany, amb la qual cosa el recompte final dels presoners alemanys i búlgars va ser de 77.000 i la captura de 500 peces d'artilleria. La rebel·lió de Radomir va ser sufocada per les forces búlgares a partir del 2 d'octubre, mentre que el tsar Ferran I de Bulgària va abdicar i es va exiliar l'endemà.
L'exèrcit britànic es va dirigir a l'est, cap a la part europea de l'Imperi Otomà, mentre que les forces franceses i sèrbies van continuar cap al nord. L'exèrcit britànic s'acostava a Constantinoble i, sense una força capaç d'aturar l'avanç, el govern otomà va demanar un armistici (Armistici de Mudros) el 26 d'octubre.
En Sèrbia, «Desesperate Frankie» (com els britànics anomenaven a d'Espèrey) va continuar avançant i els exèrcits serbi i francès va recuperar tota Sèrbia, atacant diverses divisions alemanyes febles que van intentar bloquejar el seu avanç a prop de Niš.
El 3 de novembre, Àustria-Hongria es va veure obligat a signar un armistici en el front italià (Armistici de Villa Giusti), posant fi a la guerra allà. El 10 de novembre, l'exèrcit de d'Espèrey va travessar el riu Danubi i estava a punt d'entrar al cor d'Hongria. A petició del general francès, el comte Mihály Károlyi, que dirigia el govern hongarès, va arribar a Belgrad i va signar un altre armistici, l'Armistici de Belgrad.